# Medaglia commemorativa dei Mille di Marsala
La medaglia commemorativa dei Mille di Marsala fu concessa dal Municipio di Palermo e confermata dal Regno d'Italia, ai garibaldini che parteciparono con Giuseppe Garibaldi allo sbarco a Marsala per la liberazione dell'Italia meridionale.

## Storia
La medaglia venne istituita dal comune di Palermo il 21 giugno 1860, durante la dittatura di Garibaldi, e concessa a quei garibaldini che avevano preso parte allo sbarco a Marsala. La prima distribuzione di questa medaglia avvenne il 24 ottobre 1860 in piazza Vittoria dal prodittatore Antonio Mordini e consegnata a quanti, feriti o per ragioni di servizio, si trovavano a Palermo.
Una seconda distribuzione venne fatta, alla presenza di Garibaldi, a Napoli in piazza San Francesco da Paola il 4 novembre 1860.
Una Commissione nazionale fu istituita nel dicembre 1861, per ufficializzare quel primo elenco dei Mille che sbarcarono a Marsala. La Commissione era composta dai generali: Vincenzo Giordano Orsini, Francesco Stocco, Giovanni Acerbi; i colonnelli: Giuseppe Dezza, Guglielmo Cenni, Benedetto Cairoli, Giorgio Manin; i maggiori: Luigi Miceli e Antonio Della Palù, Giulio Emanuele De Cretsckmann, Francesco Raffaele Curzio e Davide Cesare Uziel; i capitani: Salvatore Calvino e Achille Argentino. La Commissione rilasciò le autorizzazioni a fregiarsi della medaglia decretata dal Consiglio civico di Palermo il 21 giugno 1860.
Un altro Giurì d'onore riesaminò i titoli dei componenti la spedizione e il Ministero della Guerra pubblicò un nuovo Elenco dei Mille di Marsala, nel bollettino n.21, nell'anno 1864, in base al quale saranno poi concesse le pensioni. Sulla base del secondo elenco fu redatto in modo definitivo il documento della Gazzetta ufficiale del Regno d'Italia del 12 novembre 1878.
A partire dal 1865 il governo del Regno d'Italia stabilì che quanti avessero ottenuto questa medaglia avrebbero avuto diritto a una pensione vitalizia annua di £ 1000.

## Insegne
- La  medaglia d'argento di 31 mm di diametro presenta sul dritto un'aquila, simbolo araldico della città di Palermo, tenente tra gli artigli un cartiglio con la legenda "S.P.Q.P" (Senatus PopulusQue Panormitanus) e al bordo, circolarmente, la legenda delimitata in basso da tre rosette "Ai prodi cui fu duce Garibaldi". Sul rovescio la medaglia riporta sul bordo, circolarmente, divisa da due fregi a rosetta, la legenda "Marsala" "Calatafimi" "Palermo", delimitata in basso da una stelletta a sei punte. Al centro, nel campo contornato da una corona di alloro chiusa e legata in basso da un nodo a X, la legenda "Il municipio / palermitano / rivendicato / mdccclx".
- Il  nastro è rosso, con una striscia gialla per lato, su di esso fu opposto il simbolo della Triscele in argento.